# Otto Flügel
Otto Flügel, född den 16 juni 1842 i Lützen, död den 9 juli 1914 i Dölau, var en tysk teolog och filosof.
Efter skolgång och utbildning som skogselev i Schleusingen, studerade han från 1864 filosofi, teologi och naturvetenskap i Halle. Ett betydande inflytande på honom utövade där hans lärare Carl Sebastian Cornelius, en lärjunge till Herbart. 
Från 1869 till 1871 var han diakon i Laucha an der Unstrut, därefter till 1883 kyrkoherde i Schochwitz, sedan till 1908 kyrkoherde i Wansleben. 1912 förlänades han ett hedersdoktorat vid universitetet i Halle.